# کرومولیتسه (شهرستان گوستنگ)
کرومولیتسه (به لهستانی:  Kromolice) یک روستا در لهستان است که در گمینا پوگوژلا واقع شده‌است.
 کرومولیتسه  ۵۲۰ نفر جمعیت دارد.